# Rally Mobil 2006
Die Rally Mobil-Saison 2006 war die 26. Ausgabe der chilenischen Rallye-Meisterschaft und die siebte unter ihrem aktuellen Namen. Es begann am 31. März und endete am 1. Dezember. Es gab insgesamt 9 Zitate, darunter eines mit doppelter Interpunktion. Zu den Neuheiten gehören die Aufnahme der Termine in Osorno und Antofagasta, jeweils Anfang Mai und August, um Puerto Montt und Puerto Varas zu ersetzen, sowie die Übertragungen der Concepción- und La Serena-Rallyes, die bis zum Vorjahr auf der stattfanden Straßen von Santiago in die Stadt Osorno. das Finale am gemeinsamen Termin von Viña del Mar.
Die teilnehmenden Kategorien waren die N-2 (Fahrzeuge mit Einzelradantrieb bis 1600 ccm). Der N4 (Fahrzeuge bis 2.000 ccm mit Allradantrieb), letzterer ausschließlich bestehend aus dem Fiat Bravo, dem Subaru Impreza STi und dem Mitsubishi Lancer Evo VIII, und der N-3 (Fahrzeuge mit Allradantrieb bis 2.000 cc).
In dieser Saison gibt es nur eine wichtige Tatsache hervorzuheben, die erste ist in der N-2-Kategorie mit der Teilnahme des Fahrers aus Concepción, Rodrigo Ruiz de Loyzaga, von der Coyhaique-Rallye (erstes Treffen der Meisterschaft), der nicht platziert ist an 1 seiner 9 aufeinanderfolgenden Daten fertig wurde, er an 2 seiner 9 aufeinanderfolgenden Daten nicht fertig wurde, er an 3 seiner 9 aufeinanderfolgenden Daten nicht fertig war und er auch an 9 aufeinanderfolgenden Daten nicht fertig war und an keinem der beiden in der Am Ende wurde er Siebter in der Gesamtwertung.
Die Kategorie N-4 wurde am vorletzten Termin zugunsten des Fahrers aus Viña del Mar, Luis Ignacio Rosselot, entschieden, der zum ersten Mal in der Kategorie den Meistertitel gewann, der zweite ging an den Fahrer aus Concepción, Enzo Innocenti. und der dritte Platz ging an den Piloten aus Viña del Mar, Gerardo Rosselot.
In der N-3-Kategorie, die in dieser Saison mehr Teilnehmer hatte als in der vorherigen, gingen die Lorbeeren an den peruanischen Fahrer Ramón Ferreyros, während die Markenmeisterschaft an das Team Hyundai Automotores Gildemeister und in der N-2 an den Temukänisch Osvaldo Stuardo, gewonnen.

## Teilnehmerinnen

### Kategorie N-4
| Nummer | Fahrer                 | Navigator                | Auto                       | Aus          | Sponsor |
| ------ | ---------------------- | ------------------------ | -------------------------- | ------------ | --- |
| 1      | Jorge Martínez Fontena | Alberto Álvarez          | Mitsubishi Lancer Evo IX   | Concepción   | Duoc UC - Cabur Competición - Loctite - Crónica - Sherwin Williams - Padilla y Villouta - Henkel - Pirelli - Teroson - Renault Trucks - Bonderite - Vidrios Bizama - El Sur - Rodar - Hotel Terrano - Transportes Jorge Martínez - Concepción Rally Team - MayorDent - Kamadi - Midway - Epysa |
| 2      | Enzo Innocenti         | Edgardo Galindo          | Subaru Impreza STi         | Concepción   | Mobil - Serfocol - Pirelli - SKC Comercial |
| 3      | Dino Innocenti         | Guillermo Cárdenas       | Subaru Impreza STi         | Concepción   | Finning - Inacap - Hyster - Abastible - Pirelli - Helicópteros del Pacífico |
| 4      | Federico Villagra      | Javier Villagra          | Mitsubishi Lancer Evo VIII | Argentinien  | Mitsubishi Motors - Mobil - La Segunda - Pirelli |
| 5      | Daniel Mas             | Luis Arias               | Subaru Impreza STi         | La Serena    | Ecomac - Concreces - Pirelli - La Tercera - Loctite |
| 6      | Jordi Serón            | Jorge Serra              | Mitsubishi Lancer Evo V    | Concepción   | Irenesa - Serón - Flight Service - Mobil - Pirelli |
| 7      | Luis Ignacio Rosselot  | Aldo Zambra              | Mitsubishi Lancer Evo VIII | Viña del Mar | Mitsubishi Motors - Automotriz Rosselot - La Tercera - Mobil - Pirelli |
| 8      | Ricardo Concha         | Ricardo Kember           | Mitsubishi Lancer Evo VIII | Santiago     | Mitsubishi Motors - Mobil - La Segunda - Pirelli |
| 9      | Gerardo Rosselot       | Andrés Covarrubias       | Mitsubishi Lancer Evo VIII | Viña del Mar | Mitsubishi Motors - Automotriz Rosselot - La Tercera - Mobil - Pirelli |
| 10     | Jorge Martínez Torres  | Juan Pablo Vergara       | Mitsubishi Lancer Evo VIII | Concepción   | Duoc UC - Cabur Competición - Loctite - Crónica - Sherwin Williams - Padilla y Villouta - Henkel - Pirelli - Teroson - Renault Trucks - Bonderite - Vidrios Bizama - El Sur - Rodar - Hotel Terrano - Transportes Jorge Martínez - Concepción Rally Team - MayorDent - Kamadi - Midway - Epysa |
| 11     | Ángel Bartolomé        | Francisco Bartolomé      | Subaru Impreza STi         | Santiago     | Automotriz Ovalle - Servicio Automotriz Mauricio Albornoz - Germani - Constructora Independencia - París - Escapes del Sur - PF - Inacap |
| 12     | Juan Carlos Fröhlich   | Jaime Luttecke           | Mitsubishi Lancer Evo VIII | Osorno       | Mitsubishi Motors - Mobil - Valeo - Bacardí - Sony Ericsson - Movistar - Pirelli |
| 13     | Claudio Menzi          | Diego Curletto           | Subaru Impreza STi         | Argentinien  | Point Cola - Adelco - Embotelladora Llacolén - Pirelli - Redpower |
| 14     | Nelson Piquet          | Mario del Riego          | Fiat Bravo                 | Brasilien    | Mobil - Itaú - Skol - Arisco - Silverstone - Ruffles - Rainha |
| 15     | Walter Suriani         | Sergio Dal-Dosso         | Subaru Impreza STi         | Argentinien  | Point Cola - Adelco - Embotelladora Llacolén - Pirelli - Redpower |
| 16     | Mauricio Henríquez     | Sebastián de la Quintana | Subaru Impreza WRX         | Viña del Mar | Motorola - Adelco - Mobil - Pirelli - Redpower |
| 17     | Andrea Gabutti         | Rodrigo Silva            | Subaru Impreza WRX         | Coquimbo     | Gabutti Corse - Stilo - OMP - Mobil |

Kategorie N-3
| Nummer | Fahrer                  | Navigator            | Auto                      | Aus          | Sponsor |
| ------ | ----------------------- | -------------------- | ------------------------- | ------------ | --- |
| 21     | Ramón Ibarra            | Antonio de Gavardo   | Hyundai Coupé             | Santiago     | Automotores Gildemeister - Mobil - Pirelli - Energix |
| 22     | Osvaldo Pirles          | Marcelo Brizio       | Hyundai Coupé             | Argentinien  | Automotores Gildemeister - Mobil - Pirelli - Energix |
| 23     | Eliseo Salazar          | Fabián Cretu         | Hyundai Coupé             | Santiago     | Automotores Gildemeister - Mobil - Pirelli - Energix - Copec - Cerveza Cristal - Entel PCS - El Mercurio                                                                         |
| 24     | Ramón Ferreyros         | José María Rodríguez | Hyundai Coupé             | Peru         | Automotores Gildemeister - Mobil - Pirelli - Energix |
| 25     | Matías Pilasi           | Pablo Vargas         | Peugeot 307               | Santiago     | Peugeot Chile - Mobil - ValService - Gallyas - Pirelli |
| 26     | Emilio Paredes          | Enrique Feest        | Nissan Primera            | Puerto Montt | Áridos Paredes - Kit Car and Truck - Mobil - Pirelli |
| 27     | Eduardo Valdés          | Gustavo Beccaria     | Kia Cerato                | Santiago     | Kia - Movicenter - Silverstone - Würth - Inacap - Denso - JVC - La Tercera - Auto Style - RESP - ACHS                                                                            |
| 28     | Gonzalo Huerta          | Fernando Mussano     | Kia Cerato                | Santiago     | Kia - Movicenter - Silverstone - Würth - Inacap - Denso - JVC - La Tercera - Auto Style - RESP - ACHS                                                                            |
| 29     | Cristóbal Vidaurre      | Nicolás Levalle      | Honda Civic               | Santiago     | Honda - Mobil - DuPont - Puma - Michelin |
| 30     | Gabriel Pozzo           | Daniel Stillo        | Honda Civic               | Argentinien  | Honda - Mobil - DuPont - Puma - Michelin |
| 31     | Álvaro Cabello          | Christian Troncoso   | Chevrolet Astra Hatchback | Concepción   | Chevrolet Coseche - First - Wynn's - JC Ridolfi - Erre Zeta - Silverstone - Arena Santiago                                                                                       |
| 32     | Juan Francisco Carrasco | Sebastián Vera       | Chevrolet Astra Hatchback | Punta Arenas | Erre Zeta - Silverstone - Arena Santiago - Wynn's - First - Chevrolet Coseche - JC Ridolfi - La Tercera                                                                          |
| 33     | Eduardo Fernández       | Eugenio Allendes     | Nissan Sentra             | Santiago     | Automotora Agustinas - Nissan Cidef - JVC - Enova - Gatorade - JC Ridolfi - T&S                                                                                                  |
| 34     | Juan Pablo Silva        | Cristián de la Cerda | Nissan Sentra             | Santiago     | Automotora Agustinas - Nissan Cidef - JVC - Enova - Gatorade - JC Ridolfi - T&S - Henkel - Teroson - Loctite - Ichiban                                                           |
| 35     | Cristóbal Ibarra        | Franco Illino        | Toyota Corolla            | Santiago     | Mobil - Toyota - Majorette - Michelin |
| 36     | Carlos Barrie           | Javiera Barrie       | Ford Focus                | Temuco       | Helicópteros del Pacífico - París - Ford - Mobil - Pirelli |
| 37     | Juan Carlos Carbonell   | Alejandro Serrano    | Toyota Corolla            | Santiago     | Mobil - Toyota - Red Bull - Timex - Cine Hoyts - Majorette - Xperto - Capel - ADT - Duracell - Lotto - Michelin - Triunfo                                                        |
| 38     | Pietro Porfiri          | Alfredo Rojas        | Peugeot 307               | San Felipe   | Peugeot Chile - Mobil - ValService - Gallyas - Pirelli |
| 39     | Marcelo Yáñez           | Ricardo Rojas        | Hyundai Coupé             | Puerto Montt | Automotores Gildemeister - Mobil - Pirelli - Energix - Distribuidora Rabié - Mayonesa Hellmann's - Clorox - Ballerina - Elite - Axe - Gillette Mach 3 - Duracell - Velas Alondra |
| 40     | Cristóbal Geyger        | Juan Catalán         | Honda Civic               | San Felipe   | Honda - Mobil - DuPont - Puma - Michelin |
| 41     | Claudio Moya            | Jorge Modinger       | Nissan Primera            | Santiago     | Automotora Agustinas - Nissan Cidef - JVC - Enova - Gatorade - JC Ridolfi - T&S - Henkel - Teroson - Loctite - Ichiban                                                           |
| 43     | Francisco Barriga       | Daniela Serón        | Ford Focus                | Concepción   | Hyster - Requimaq - Secab - Würth - Zava Electric - OHB - Irenesa - Serón - Flight Service - Mobil - Pirelli                                                                     |

Kategorie N-2
| Nummer | Fahrer                  | Navigator             | Auto              | Aus           | Sponsor |
| ------ | ----------------------- | --------------------- | ----------------- | ------------- | --- |
| 51     | Osvaldo Stuardo         | Rodrigo Stuardo       | Mitsubishi Lancer | Iquique       | Point Cola - Adelco - Embotelladora Llacolén - Michelin - Redpower - SKY Airline - Inacap |
| 52     | Marcelo Pérez           | Gastón Riesco         | Hyundai Getz      | Osorno        | Automotores Gildemeister - Mobil - Concreces - Pirelli - Club Sport - Brisk - Loctite - Sparco - RS Lubricantes Osorno |
| 53     | Felipe Padilla          | Sergio Concha         | Chevrolet Corsa   | Concepción    | Duoc UC - Cabur Competición - Loctite - Crónica - Sherwin Williams - Padilla y Villouta - Henkel - Pirelli - Teroson - Renault Trucks - Bonderite - Vidrios Bizama - El Sur - Rodar - Hotel Terrano - Transportes Jorge Martínez - Concepción Rally Team - MayorDent - Kamadi - Midway - Epysa |
| 54     | Giovanni Innocenti      | Claudio Ocampo        | Nissan Platina    | Concepción    | Automotora Sergio Escobar y Cia. - Nissan Marubeni - Pirelli - Mobil - JVC - Homecenter Sodimac - Sodimac Constructor |
| 55     | Luis Núñez              | Consuelo Núñez        | Toyota Corolla    | Catemu        | Mobil - Toyota - Majorette - Michelin - Entel PCS |
| 56     | Ricardo Vallebuona      | Juan Carlos Sepúlveda | Volkswagen Gol    | Concepción    | Casa Royal - Hyster - Requimaq - Secab - Würth - Zava Electric - OHB - Irenesa - Serón - Flight Service - Mobil - Pirelli |
| 57     | Claudio Betancourt      | Rodrigo Stark         | Renault Clio      | Coyhaique     | Jorquera - Pirelli - Mobil - Neu-Bat - Coexla - Ragal - Copec - Car Stop - Inmobiliaria Santa Raquel - Aseos Atria |
| 58     | Raúl Willer             | Sergio Rosas          | Mitsubishi Colt   | Osorno        | Concreces - Silverstone - Automotora Mesa - Club Sport - Brisk - Loctite - Sparco - RS Lubricantes Osorno |
| 59     | Marcelo Vildósola       | Felipe Saieg          | Mitsubishi Lancer | Los Ángeles   | Monroe - Atlanta - Importadora Gimport - Bosch - Moog |
| 60     | Óscar Carrasco          | Cristián Castro       | Daihatsu Sirion   | Talca         | Bujías Pacheco - PPG - Irenesa - Automotriz Quelle - Helicópteros del Pacífico - Bosch |
| 61     | Carlos Burgos           | Cecilia Jarpa         | Renault Clio      | Talcahuano    | Duoc UC - Cabur Competición - Loctite - Crónica - Sherwin Williams - Padilla y Villouta - Henkel - Pirelli - Teroson - Renault Trucks - Bonderite - Vidrios Bizama - El Sur - Rodar - Hotel Terrano - Transportes Jorge Martínez - Concepción Rally Team - MayorDent - Kamadi - Midway - Epysa |
| 62     | Ernesto Rojas           | Rodrigo Chacón        | Mitsubishi Colt   | Santiago      | Todo Escape Automotriz |
| 63     | Alejandro Burgos        | Felipe Espinoza       | Renault Clio      | Concepción    | Duoc UC - Cabur Competición - Loctite - Crónica - Sherwin Williams - Padilla y Villouta - Henkel - Pirelli - Teroson - Renault Trucks - Bonderite - Vidrios Bizama - El Sur - Rodar - Hotel Terrano - Transportes Jorge Martínez - Concepción Rally Team - MayorDent - Kamadi - Midway - Epysa |
| 64     | Marcelo Mansilla        | Juan Eduardo Jorquera | Toyota Yaris      | Puerto Montt  | Instituto del Pacífico - C.A.V. Construcciones Limitada - Buses Jordan - Inacap - Stihl |
| 65     | Sebastián Eterovic      | Francisco Castro      | Mitsubishi Lancer | Santiago      | Eterovic - Schiappacasse - Mitsubishi Motors - Mobil - Wynn's - JC Ridolfi |
| 66     | Mathias Quiroz          | María Paz Roses       | Mitsubishi Lancer | Los Andes     | Bus Norte - Dunlop - Kit Car and Truck - Loctite - Mobil |
| 67     | Andrea Barrie           | Silvia Barrie         | Mitsubishi Lancer | Temuco        | Helicópteros del Pacífico - París - Mitsubishi Motors - Mobil - Michelin |
| 68     | Johnny Henríquez        | Cristián Moreira      | Suzuki Swift      | Puerto Montt  | Suzuki - Impresoras Lexmark - Mobil - Socovesa - Pirelli |
| 69     | Cristián Navarrete      | Barry Cruces          | Renault Clio      | Concepción    | Duoc UC - Cabur Competición - Loctite - Crónica - Sherwin Williams - Padilla y Villouta - Henkel - Pirelli - Teroson - Renault Trucks - Bonderite - Vidrios Bizama - El Sur - Rodar - Hotel Terrano - Transportes Jorge Martínez - Concepción Rally Team - MayorDent - Kamadi - Midway - Epysa |
| 70     | Claudio Labra           | Álvaro Rosas          | Toyota Yaris      | Puerto Montt  | Taller Panamericana Sur - Claro - New Dream Discoteque - Falken |
| 71     | Rodrigo Ruiz de Loyzaga | Marcelo Lillo         | Renault Clio      | Concepción    | Duoc UC - Cabur Competición - Loctite - Crónica - Sherwin Williams - Padilla y Villouta - Henkel - Pirelli - Teroson - Renault Trucks - Bonderite - Vidrios Bizama - El Sur - Rodar - Hotel Terrano - Transportes Jorge Martínez - Concepción Rally Team - MayorDent - Kamadi - Midway - Epysa |
| 72     | Carlos Jáuregui         | Felipe Alfaro         | Mitsubishi Lancer | Santiago      | Bus Norte - Dunlop - Kit Car and Truck - Loctite - Mobil |
| 73     | Nelson Cid              | Felipe Cid            | Mitsubishi Lancer | Osorno        | Valeo - Bacardí - Sony Ericcson - Movistar - Michelin |
| 74     | Emilio Ahumada          | Pablo Cabrera         | Renault Clio      | San Felipe    | Dolorub - Empreservi - Amortiguadores Atlanta - Ecolife - Mobil - Amortiguadores Rancho |
| 75     | Constanza Serón         | Ana María Sáez        | Chevrolet Corsa   | Concepción    | Irenesa - Serón - Flight Service - Mobil - Pirelli - Tromen - Ponsse - Derco - Copec - Kaufmann - JCB |
| 76     | Juan Carlos Abugarade   | Miguel Concha         | Mitsubishi Lancer | San Felipe    | VicVar - Mobil - Falken - Escapes Valenzuela |
| 77     | Ricardo Valverde        | Edgardo Raglianti     | Toyota Yaris      | Nueva Braunau | Taller Panamericana Sur - Claro - New Dream Discoteque - Falken |
| 78     | Eduardo Aguirre         | Luz María Aguirre     | Nissan V16        | Santiago      | Nissan Cidef - Mobil - Pirelli - PF - Adecco - Kärcher - Insuban - E. Aguirre y Cia |
| 79     | Jaime Hinzpeter         | Juan Carlos Sepúlveda | Seat Ibiza        | Santiago      | Caterpillar - Brooks - Falken |
| 80     | Rodrigo Villarroel      | Mauricio Saavedra     | Toyota Yaris      | Puerto Montt  | Toyota - Mobil - Toyota Credit - Medina & Ballart - Garage Central - Neumáticos y Llantas del Pacífico - Würth - Michelin |
| 81     | Luis Westermeier        | Eugenio Carvallo      | Hyundai Getz      | Puerto Montt  | Automotores Gildemeister - Mobil - Pirelli |
| 82     | Leopoldo Vargas         | Félix Silva           | Chevrolet Corsa   | Temuco        | Movicenter - Silverstone - Würth - Inacap - Denso - JC Ridolfi - JVC - La Tercera |
| 83     | Jorge Riquelme          | Joaquín Riquelme      | Volkswagen Gol    | Yumbel        | Los Ángeles Car Wash - Transportes Garrido - Secab - Würth - Zava Electric - OHB |
| 94     | Carlos Francisco Pérez  | Ricardo Espinoza      | Mitsubishi Lancer | Ovalle        | Car Fran - Mitsubishi Motors - Valeo - Bacardí - Sony Ericcson - Movistar - Molykote |